# Jegor Letov
Jegor Letov (rus. Егор Летов) (Omsk, 10. rujna 1964.  – Omsk, 19. veljače 2008.) - pravim imenom - Igor Fjodorovič Letov (rus. Игорь Фёдорович Летов) - osnivač, lider i pjevač ruske punk-rock grupe Graždanskaja Oborona (hrv. građanska obrana). Bio je jedan od pionira punka u Sovjetskom Savezu.
U svojim tekstovima često se zalagao protiv militarizma, diktature sovjetskog političkog sustava i rata u Afganistanu. Iz tog razloga, njihova glazba je cenzurirana i zabranjena. Jegor Letov i njegova grupa proveli su nekoliko godina u bijegu i snimali pjesme u domovima prijatelja. 
Letov je ponekad iznosio kontardiktorne stavove, koji su bili u suprtotnosti s onime što je prije govorio. 
Iako je imao reputaciju anti-komunista, izjasnio se kao "pravi komunist". Godine 1994., zajedno s Eduardom Limonovim osnovao je nacionalističku stranku pod imenom Nacionalna boljševička partija (rus. Национал Большевистская Партия), unatoč ranijem protivljenju despotizmu i nacionalizmu. 
Vjenčao se za Nataliju Čumakovu, članicu njegove grupe 1997. Godine 2004., udaljio se iz politike i izrazio protivljenje svim totalitarnim političkim režimima.
Umro u snu u Omsku, 18. veljače 2008., u dobi od 43 godine.